# نسرین اوریاخیل
نسرین اوریاخیل (زاده ۱۹۶۴ کابل) وزیر اسبق وزارت کار،امور اجتماعی، شهدا و معلولین افغانستان و متخصص زنان و زایمان است. او به خاطر کارهایش جوایزی دریافت کرده‌است. وی در سال ۲۰۱۵ به عنوان وزیر امور اجتماعی، شهدا و معلولین انتخاب شد اما در سال ۲۰۱۷ پس از استیضاح پارلمان افغانستان برکنار شد.

## زندگی
اوریاخیل در سال ۱۹۶۴ در کابل زاده شد. وی تحصیلات ابتدایی خود را در لیسه/دبیرستان رابعه بلخی به اتمام رسانید و دوره لیسانس خود را در رشته پرستاری و دوره ماستری/فوق لیسانس خود را در رشته صحت عامه به اتمام سانیده است. او متخصص زنان و زایمان است و از سال ۲۰۱۴ رئیس بیمارستان زنان و زایمان ملالی در کابل، افغانستان شده‌است. وی در داخل بیمارستان اولین کلینیک اصلاح فیستول زایمانی افغانستان را تأسیس کرد. او رئیس سازمان مردم‌نهاد بهداشت خانواده افغان، و عضوی از شبکه زنان افغان و همچنین گروهی است که وظیفه ایجاد شورای پزشکی افغانستان را برعهده دارند. او همچنین از تشکیل انجمن قابله‌های افغانستان حمایت کرده‌است.
او در سال ۲۰۱۴ جایزه بین‌المللی زنان شجاع دریافت کرد.
در سال ۲۰۱۵ او وزیر کار افغانستان شد. او یکی از چهار زنی بود که از بین آخرین شانزده نفره به دولت وحدت ملی اشرف غنی افزوده شد. نامزدهای دیگر کنار گذاشته شدند و افراد افزوده شده می‌بایست تابعیت دوگانه نداشته باشند. وی در ۱۲ نوامبر ۲۰۱۶توسط مجلس افغانستان از کار برکنار شد.